# Paolo Emilio Beretta
Paolo Emilio Beretta (Milano, 1817 – Milano, 5 maggio 1863) è stato un politico italiano.

## Biografia
Fu eletto deputato nel Collegio elettorale di Bollate per la VII legislatura del Regno di Sardegna, e successivamente Deputato del Regno d'Italia nella VIII legislatura del Regno d'Italia per il Collegio di Busto Arsizio.